# Serder
Serder var ett thrakiskt folk som bodde i Thrakien (nuvarande Bulgarien). Romarna erövrade folkets bosättningar år 29 f.Kr. och grundlade en stad på platsen som de kallade Serdica efter det besegrade folket. Serdica blev sedermera Sofia.